# 蒂萨西盖特
蒂萨西盖特（匈牙利語：Tiszasziget）是匈牙利琼格拉德州所辖的一个村。总面积26.89平方公里，总人口1779，人口密度66.2人/平方公里（2011年1月1日）。